# Charlottetown-Lewis Point
Circonscription électorale provinciale du Canada
Pour les articles homonymes, voir Charlottetown (homonymie) et Lewis.
Charlottetown-Lewis Point est une ancienne circonscription électorale provinciale de l'Île-du-Prince-Édouard (Canada). La circonscription est créée en 1996 à partir de portions de la circonscription de 6e Queens.

## Liste des députés
| Charlottetown-Lewis Point                                                             | Charlottetown-Lewis Point | Charlottetown-Lewis Point | Charlottetown-Lewis Point | Charlottetown-Lewis Point | Charlottetown-Lewis Point |
| Nom                                                                                   | Nom                       | Parti                     | Mandat                    | Législature               |                           |
| ------------------------------------------------------------------------------------- | ------------------------- | ------------------------- | ------------------------- | ------------------------- | ------------------------- |
| Pour la période 1873-1966, voir 5e Queens. Pour la période 1966-1996, voir 6e Queens. |                           |                           |                           |                           |                           |
|                                                                                       | Wes MacAleer              | Progressiste-conservateur | 1996 - 2000               | 60e                       |                           |
|                                                                                       | Wes MacAleer              | Progressiste-conservateur | 2000 - 2003               | 61e                       |                           |
|                                                                                       | Wes MacAleer              | Progressiste-conservateur | 2003 - 2007               | 62e                       |                           |
|                                                                                       | Kathleen Casey            | Libéral                   | 2007 - 2011               | 63e                       |                           |
|                                                                                       | Kathleen Casey            | Libéral                   | 2011 - 2015               | 64e                       |                           |
|                                                                                       | Kathleen Casey            | Libéral                   | 2015 - 2019               | 65e                       |                           |

## Géographie
La circonscription comprend une partie de la cité de Charlottetown.